# Robin Wall Kimmerer
Robin Wall Kimmerer (geboren op 13 september 1953) is een Potawatomi (Inheems Amerikaanse) plantkundige, auteur en directeur van het Center for Native Peoples and the Environment (SUNY-ESF) aan de State University of New York. 
Als wetenschapper en Inheems Amerikaanse is haar werk gebaseerd op zowel westerse wetenschap als inheemse kennis over het milieu.
Kimmerer schreef talrijke wetenschappelijke artikelen en een reeks boeken, waarvan enkele zijn vertaald, onder meer in het Nederlands.